# Риом-Парсонц
Риом-Парсонц (нем. Riom-Parsonz) — бывшая коммуна в Швейцарии, в кантоне Граубюнден. 
Входит в состав региона Альбула (до 2015 года входила в округ Альбула).
Население коммуны составляет 294 человека (на 31 декабря 2013 года). Официальный код  —  3536.

## История
Коммуна была образована в 1979 году объединением коммун Парсонц и Риом.
1 января 2016 года объединена с коммунами Бивио, Кунтер, Марморера, Мулегнс, Залуф, Савоньин, Сур и Тиницонг-Рона в новую коммуну Сурсес.

## Достопримечательности
- Замок в Риоме, построенный около 1275 года.
- Инсталляция из 9 индивидуально спроектированных бетонных колонн высотой 2,7 м каждая, распечатанных на строительном фаббере[2] (изготовлены без опалубки в полную высоту за 2,5 часа на основе 3D-печати).[3]

## Галерея

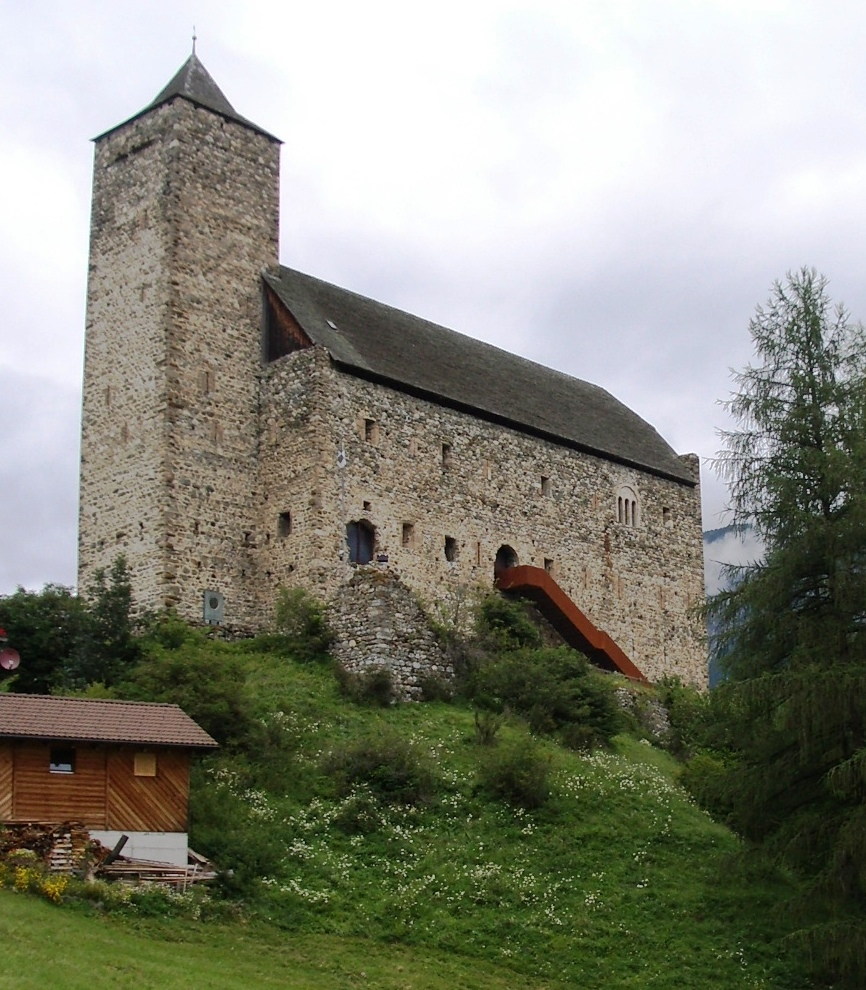
Замок в Риоме
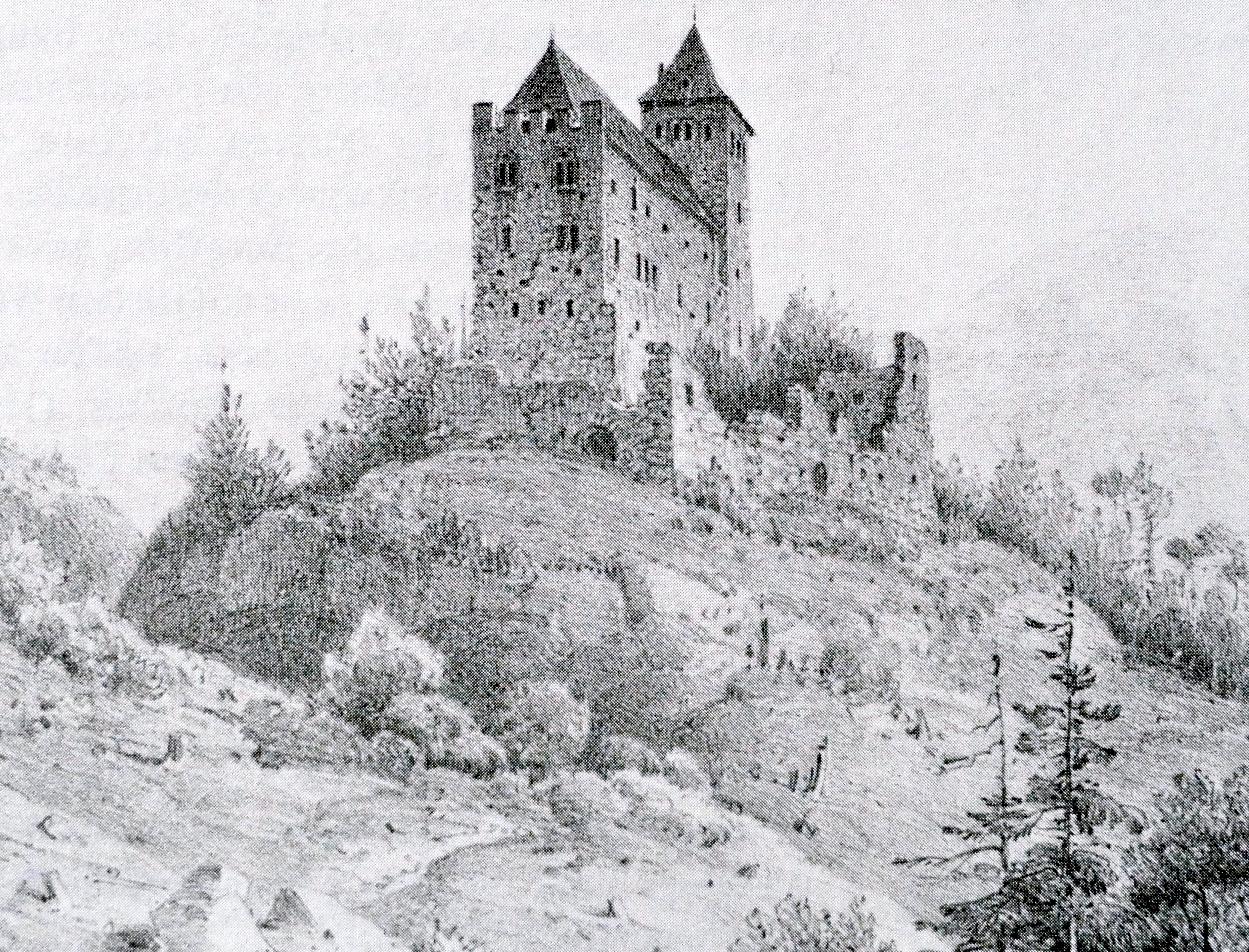
Вид на замок в 1800 годы
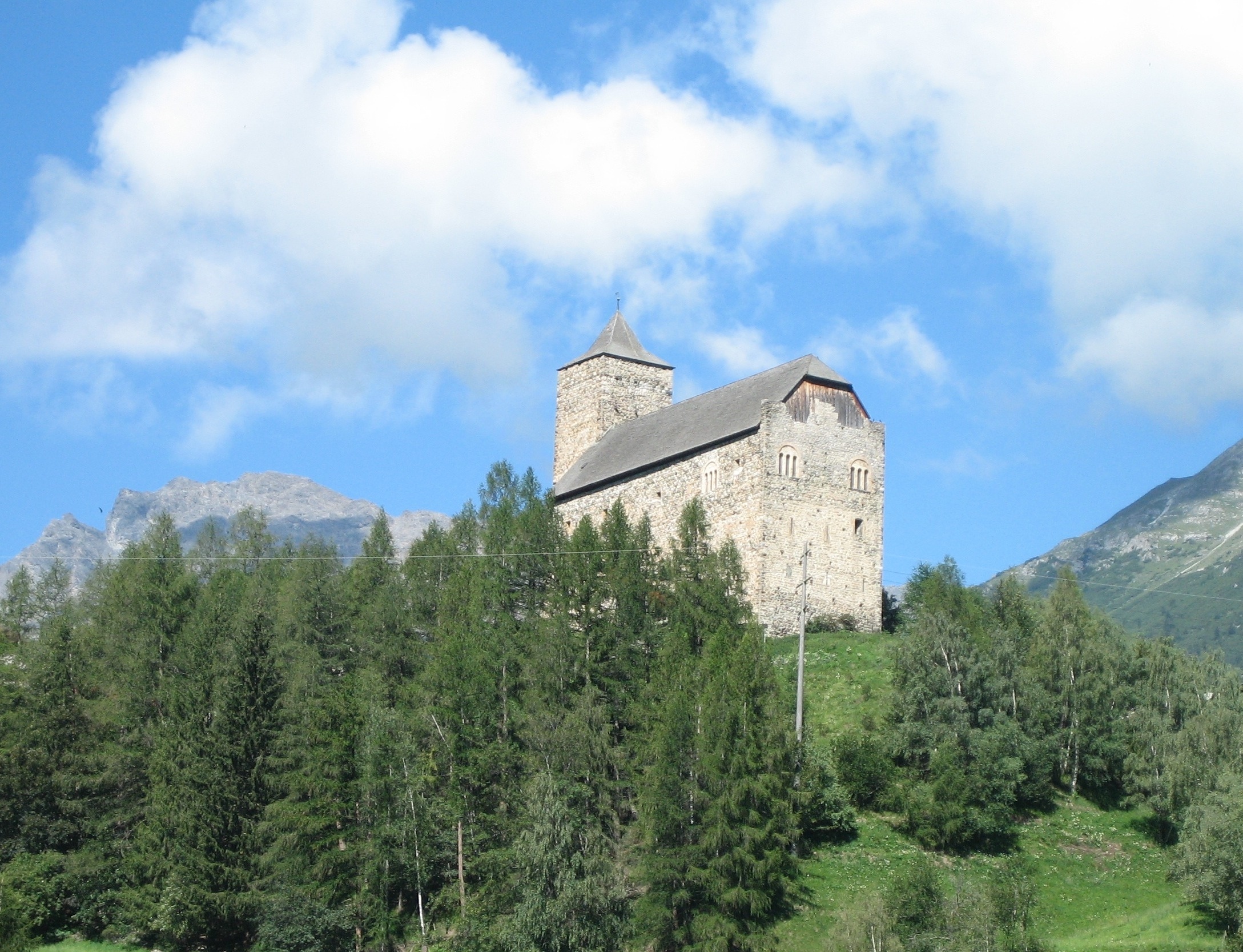
Вид на риомский замок
- Полёт над замком в Риоме
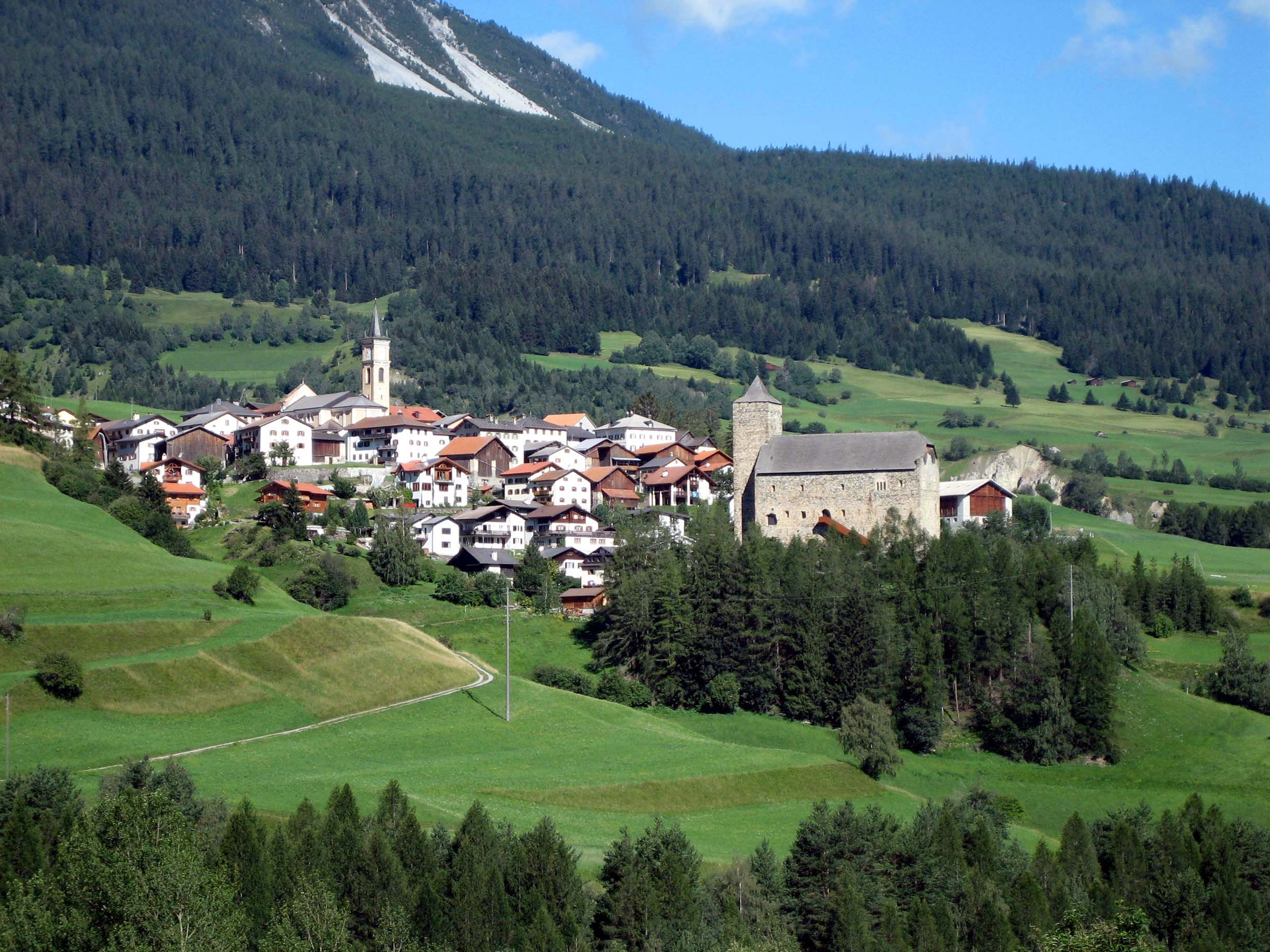
Риом
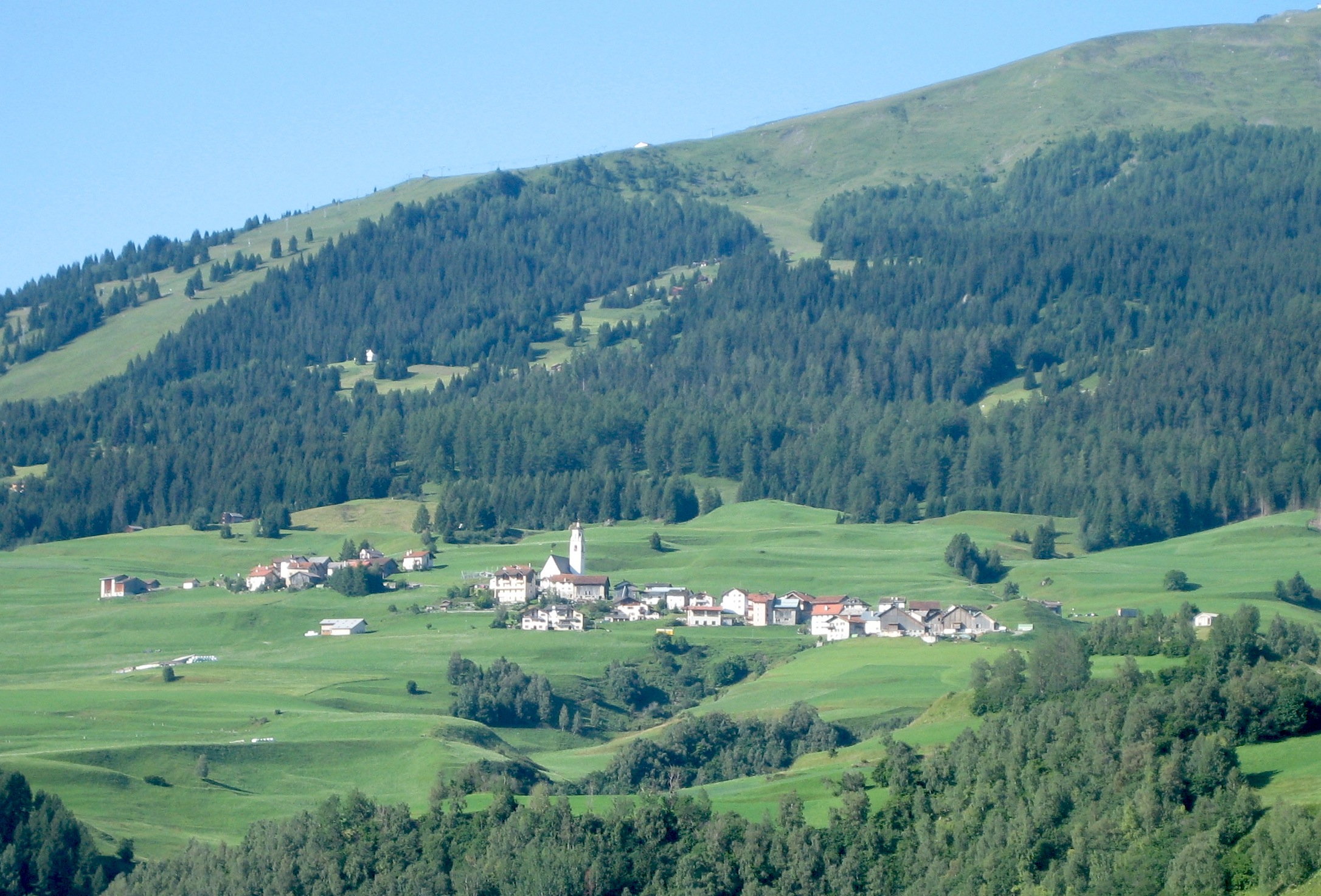
Парсонц
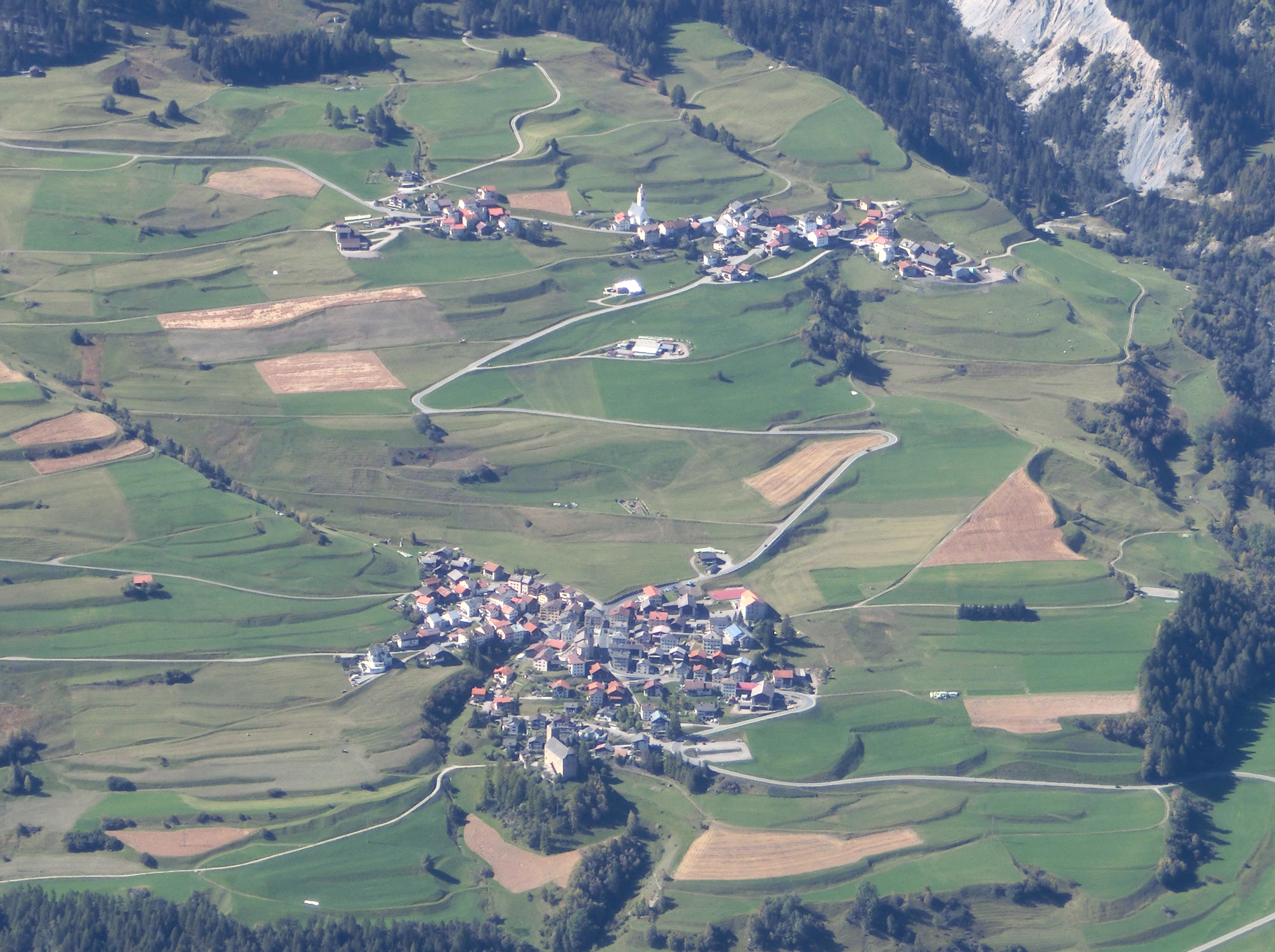
Риом (внизу) и Парсонц (вверху)